# Gabriel Cano
Don Gabriel Cano y Aponte (Mora, 1665 – Santiago del Cile, 11 novembre 1733) è stato un militare spagnolo che ricoprì l'incarico di Governatore Reale del Cile dal 1717 al 1733. La sua amministrazione fu la più duratura del Cile coloniale, e la seconda nella storia cilena dopo quella di Augusto Pinochet, che lo superò di circa otto mesi.

## Biografia
Gabriel Cano nacque a Mora, nei pressi di Toledo, da Juan Cano Ruiz e Josefa de Aponte Carvajal. Cano si arruolò nell'esercito spagnolo combattendo nelle Fiandre per 33 anni, passando da Alférez a brigadiere ed infine a maresciallo. Sposò María Campos, la quale morì nel 1713 senza lasciargli eredi.
A causa del valore dimostrato durante la guerra di successione spagnola, fu promosso a tenente generale il 28 ottobre 1715 e, tre giorni dopo, fu nominato Governatore Reale del Cile. Il 5 gennaio 1716 si risposò, questa volta con María Francisca Velas de Medrano Navarra y Puelles, nella città di Pamplona. Viaggiarono insieme fino al Cile per permettere a lui di assumere l'incarico, giungendo a Santiago il 17 dicembre 1717.

### Governatore del Cile
Durante una fase calda della guerra di Arauco combatté contro il toqui Mapuche Vilumilla nel corso della rivolta Mapuche del 1723. Lo scontro terminò con la pace di Negrete del 1726.
Nel 1725 il governatore Cano tentò di reprimere il contrabbando, senza avere pieno successo a causa dell'intelligenza e delle capacità dei mercanti francesi ed olandesi ed alla complicità di alcuni influenti cittadini della colonia.

### Morte
Come soldato Cano fu un esperto cavaliere, e gli storici ne hanno sottolineato "l'inclinazione per le cavalcate senza briglie ed i numeri equestri". Il 26 luglio 1733, mentre partecipava ad un gioco a cavallo, Cano cadde col cavallo venendo schiacciato da questo. La sequenza di eventi che ne causò la morte tre mesi dopo non è chiara, ma sembra sicuro che nell'incidente a cavallo Cano si fosse gravemente ferito e non si riprese più, morendo l'11 novembre dello stesso anno.
Si dice che sia stata una lesione alla spina dorsale causata dal cavallo, che lo tenne a letto immobilizzato per tre mesi, lucido di mente e sofferente fino alla morte. In realtà non esistono prove che raccontino di sintomi tipici delle lesioni alla colonna vertebrale. C'è la possibilità che Cano abbia sofferto di una complessa frattura al cinto pelvico. Il fatto che fosse prostrato, lucido ma sofferente, si accompagna meglio all'ipotesi della frattura pelvica. Dopo il periodo iniziale, una delle principali cause di morte dovute alla frattura pelvica è una grave trombosi venosa ed una trombo-embolia polmonare. Potrebbe essere questo il motivo della morte.